# Câu lạc bộ bóng đá Savannakhet
Câu lạc bộ bóng đá Savannakhet (Lào:  ສະໂມສອນບານເຕະແຂວງສະຫວັນນະເຂດ) là câu lạc bộ bóng đá chuyên nghiệp ở tỉnh Savannakhet miền trung nước Lào. Đội bóng đang thi đấu tại giải bóng đá hàng đầu quốc nội Lao Premier League.

## Thành tích
- Cúp Thủ tướng Lào
  - Á quân (1): 2012

## Huấn luyện viên
| Tên             | quốc tịch | Thời gian | Danh hiệu |
| --------------- | --------- | --------- | --------- |
| Viphet Sihalath | Lào       | 2010-     |           |

## Đội bóng liên kết
- Mukdahan City